# Komata (rivière)
Pour le footballeur japonais, voir Kenji Komata.
La rivière Komata  (en anglais : Komata River ) est un  cours d’eau de la région de Waikato dans l’Île du Nord de la Nouvelle-Zélande.

## Géographie
Elle s’écoule vers l’ouest à partir de la chaîne de Coromandel, atteignant la rivière Waihou juste au nord de la ville de Paeroa.